# Rhytidostemma floresii
Rhytidostemma floresii är en oleanderväxtart som först beskrevs av Morillo, och fick sitt nu gällande namn av Morillo. Rhytidostemma floresii ingår i släktet Rhytidostemma och familjen oleanderväxter. Inga underarter finns listade i Catalogue of Life.